# Brevipogon confusus
Brevipogon confusus is een keversoort uit de familie Artematopodidae. De wetenschappelijke naam van de soort is voor het eerst geldig gepubliceerd in 1901 door Fall.